# روبی هیروسه
روبی ساکائه هیروسه (انگلیسی: Ruby Hirose; ۳۰ اوت ۱۹۰۴ – ۷ اکتبر ۱۹۶۰) بیوشیمیدان و باکتری‌شناس آمریکایی بود که تحقیقاتی در زمینه انعقاد خون و ترومبین، آلرژی‌ها و همچنین تحقیقاتی دربارهٔ سرطان با استفاده از آنتی‌متابولیت‌ها انجام داد.

## خانواده و اوایل زندگی
روبی هیروسه در ۳۰ اوت ۱۹۰۴ در کنت، واشینگتن از پدری به نام شیوساکا هیروسه و مادری به نام تومه (نام خانوادگی قبل از ازدواج: کورای) به دنیا آمد. او دومین فرزند از هفت فرزند خانواده بود، اما از آنجا که اولین فرزند در سنین بسیار پایین فوت کرده بود، به عنوان بزرگ‌ترین فرزند در میان شش فرزند خانواده بزرگ شد. او چهار خواهر و یک برادر داشت و آنها در منطقه وایت ریور (شیراکاوا) در اطراف سیاتل زندگی می‌کردند. دومین فرزند خانواده فومیکو نام داشت که دو سال از روبی کوچک‌تر بود. فومی (همان‌طور که او را صدا می‌زدند) مانند مادرش به بیماری سل مبتلا شد. فومی در سال ۱۹۲۵ و مادرش تومه در سال ۱۹۳۴ درگذشتند.
سومین فرزند خانواده برادری به نام کیمئو بود که دو سال از فومی کوچک‌تر بود و در دوران دبیرستان در ورزش‌ها ممتاز بود، در سه رشته ورزشی مدال گرفت و به عنوان کاپیتان تیم فوتبال و خزانه‌دار کلاس انتخاب شد. او تا سال ۱۹۹۱ زندگی کرد. ماری، فرزند بعدی خانواده، یک سال از کیمئو کوچک‌تر بود. دو فرزند آخر خانواده دوقلوهای دختر بودند: توکی و تومو که در سال ۱۹۱۲ به دنیا آمدند، سه سال از ماری و ۹ سال از روبی کوچک‌تر بودند. خواهر تومو در سال ۱۹۲۸ در سن ۱۶ سالگی درگذشت.
پدر روبی در حومه توکیو به دنیا آمده بود و تنها تحصیلاتش تا مقطع راهنمایی بود. به گفته روبی، او در ژاپن در نوعی کار تولیدی مشغول بود که با شکست مواجه شد. خانواده مادر روبی، تومه، تاجر کالاهای خشک بودند. پس از شکست کسب‌وکار شیوساکا، آنها تصمیم گرفتند به آمریکا مهاجرت کنند، در منطقه سیاتل ساکن شوند و برای امرار معاش به کشاورزی بپردازند. از آنجا که قانون تابعیت ۱۸۷۰ تنها به آمریکایی‌های آفریقایی‌تبار حق شهروندی اعطا می‌کرد، آسیایی‌ها «بیگانگان ناشایست برای شهروندی» محسوب می‌شدند. چندین ایالت، به ویژه واشینگتن، از این وضعیت برای محروم کردن آسیایی‌ها از مالکیت زمین استفاده می‌کردند، زیرا آنها «بیگانگان ناشایست برای شهروندی» بودند که راهی برای تبعیض بدون اشاره به دسته‌های نژادی خاص بود. این مقررات تا سال ۱۹۵۲ غیرقانونی اعلام نشدند؛ بنابراین، اجاره زمین هیروسه و برخی از خریدهای بعدی زمین به نام روبی ثبت شد، زیرا او یک آمریکایی متولد شده بود.
روبی در دوران دبیرستان گفت که احساس تبعیض خاصی نداشته، اما بعدها کودکان آمریکایی ژاپنی‌تبار با تبعیض مواجه شدند. او گفت که معلمان نسبت به دانش‌آموزان سفیدپوست تبعیض قائل می‌شدند. با این حال، روبی محبوب بود و در فعالیت‌های ورزشی شرکت می‌کرد و در گروه کر و اپرت آواز می‌خواند. روبی گفت که ترجیح می‌داد در دبیرستان و همچنین در کالج با دانش‌آموزان سفیدپوست معاشرت کند، نه با کودکان ژاپنی.
روبی تا حدی مذهبی بود و در مدرسه یکشنبه‌ها در کلیسای متدیست اول حضور می‌یافت و همچنین در انجمن مسیحی دانشجویان ژاپنی که در انجمن مسیحی مردان جوان دانشگاه تشکیل می‌شد شرکت می‌کرد. او همچنین در کلیسای باپتیست ژاپنی‌ها در سیاتل کمک می‌کرد، اما ترجیح می‌داد به کلیساهای آمریکایی برود.

## تحصیلات در دانشگاه واشینگتن
ایسِی‌ها یا نسل اول، اولین افرادی بودند که از ژاپن به آمریکا مهاجرت کردند. به همین دلیل، آنها می‌خواستند فرزندانشان، نیسِی‌ها (که روبی یکی از آنها بود)، زبان، فرهنگ و سنت‌های مذهبی ژاپنی را یاد بگیرند. کلیسای بودایی وایت ریور دومین کلیسای بودایی در شهرستان کینگ بود. در سال ۱۹۱۲، مدرسه زبان ژاپنی وایت ریور («نیهونگو گاککو») تحت حمایت کلیسای بودایی وایت ریور افتتاح شد. منطقه وایت ریور در زبان ژاپنی شیراکاوا نامیده می‌شد که به معنای واقعی کلمه «رود سفید» است. شیراکاوا شامل مناطق آبرن، توماس و کریستوفر بود.